# Represa de Jupiá
Represa de Jupiá är en reservoar i Brasilien.   Den ligger i delstaten Mato Grosso do Sul, i den södra delen av landet, 700 km sydväst om huvudstaden Brasília. Represa de Jupiá ligger 325 meter över havet.
Omgivningarna runt Represa de Jupiá är huvudsakligen savann. Trakten runt Represa de Jupiá är nära nog obefolkad, med mindre än två invånare per kvadratkilometer.